# Mont Arvon
Le mont Arvon est le point culminant de l'État américain du Michigan à 603 mètres d'altitude. Il se trouve à L'Anse Township, dans le comté de Baraga. Il culmine à la même altitude que le mont Curwood situé également dans le Michigan.
Le mont Arvon est situé dans les montagnes de Huron, dans la péninsule supérieure de l'État. Il tire son nom des dépôts d'ardoise dans le secteur, qui étaient réminiscents de ceux autour de Caernarfon (ou Carnarvon) au pays de Galles.